# Granofier
| Granofier                        | Granofier                        | Granofier                        | Granofier                        | Granofier                        |
| Indeling der stollingsgesteenten | Indeling der stollingsgesteenten | Indeling der stollingsgesteenten | Indeling der stollingsgesteenten | Indeling der stollingsgesteenten |
| -------------------------------- | -------------------------------- | -------------------------------- | -------------------------------- | -------------------------------- |
|                                  | % SiO2                           | uitvloeings- gesteente           | gang- gesteente                  | diepte- gesteente                |
| felsisch                         | >~70                             | ryoliet                          | granofier                        | graniet                          |
| felsisch                         | ~70-63                           | daciet                           | granodioriet                     | granodioriet                     |
| intermediair                     | 63-52                            | andesiet                         | dioriet                          | dioriet                          |
| mafisch                          | 52-45                            | basalt                           | doleriet                         | gabbro                           |
| ultramafisch                     | <45                              | komatiiet                        | peridotiet                       | peridotiet                       |

Het stollingsgesteente granofier is een felsisch ganggesteente, met meer dan 68% silica.

## Eigenschappen
Granofier is een gesteente dat grotere kristallen van kwarts en kaliveldspaat bevat, ingebed in een grondmassa van kleinere kristallen. Het heeft hierdoor een typisch porfirische textuur.

## Voorkomen
Granofieren komen niet zoveel voor, omdat het de tussenvorm tussen het dieptegesteente graniet en het uitvloeiingsgesteente ryoliet vormt. Ook kunnen in gangen van magmatisch gesteente pegmatieten ontstaan. Meestal wordt daarom gesproken van ryolieten en granieten en de benaming granofier wordt niet algemeen gebruikt.